# Liste der Einträge im National Register of Historic Places im Walworth County (Wisconsin)

Lage des Walworth County in Wisconsin

Die Liste der Einträge im National Register of Historic Places im Walworth County  in Wisconsin führt alle Bauwerke und historischen Stätten im Walworth County auf, die in das National Register of Historic Places aufgenommen wurden.

## Legende
| NRHP | Historic Place    |
| HD   | Historic District |

## Aktuelle Einträge
| [ 2 ] | Name                                                                    | Bild                                                                    | Eintragsdatum                                  | Lage | Ort                     | Beschreibung |
| ----- | ----------------------------------------------------------------------- | ----------------------------------------------------------------------- | ---------------------------------------------- | --- | ----------------------- | --- |
| 1     | A. H. Allyn House                                                       | A. H. Allyn House                                                       | 1985 ID-Nr. 85001950                           | 511 East Walworth Avenue 42° 38′ 0″ N, 88° 38′ 30″ W | Delavan                 | 1885 im Queen Anne Style errichtetes Wohnhaus                                                                          |
| 2     | John and Margaret Bell House                                            | John and Margaret Bell House                                            | 1994 ID-Nr. 94001154                           | 554 Spring Prairie Road 42° 41′ 55″ N, 88° 19′ 44″ W | Town of Spring Prairie  | |
| 3     | Black Point                                                             | Black Point                                                             | 1994 ID-Nr. 94001147                           | 580 South Lake Shore Drive (Pier 580) 42° 33′ 29″ N, 88° 30′ 39″ W                                                                                      | Town of Linn            | 1888 im Queen Anne Style errichtetes Anwesen                                                                           |
| 4     | Bonnie Brae                                                             |                                                                         | 1986 ID-Nr. 86000614                           | 78 Snake Road 42° 34′ 21″ N, 88° 28′ 57″ W | Town of Linn            | |
| 5     | Buena Vista House                                                       | Buena Vista House                                                       | 1978 ID-Nr. 78000143                           | 2090 Church Street 42° 47′ 8″ N, 88° 24′ 16″ W | East Troy               | |
| 6     | Davidson Hall                                                           |                                                                         | 1987 ID-Nr. 87000443                           | 550 South Shore Drive 42° 32′ 54″ N, 88° 31′ 31″ W | Lake Geneva             | 1912 im neoklassizistischen Stil errichtetes Hauptgebäude der Northwestern Military Academy                            |
| 7     | Delavan Post Office                                                     | Delavan Post Office                                                     | 2000 ID-Nr. 00001260                           | 335 East Walworth Avenue 42° 38′ 0″ N, 88° 38′ 38″ W | Delavan                 | 1914 im neoklassizistischen Stil errichtetes Postamt; Teil der MPS United States Post Office Construction in Wisconsin |
| 8     | Delavan's Vitrified Brick Street                                        | Delavan's Vitrified Brick Street                                        | 1996 ID-Nr. 96000234                           | Blöcke 100-300 der East Walworth Avenue 42° 37′ 59″ N, 88° 38′ 55″ W                                                                                    | Delavan                 | Erhalten gebliebene historische Backsteinbauten von 1913                                                               |
| 9     | Douglass-Stevenson House                                                | Douglass-Stevenson House                                                | 1986 ID-Nr. 86000615                           | Main Street Ecke Mill Street 42° 32′ 57″ N, 88° 34′ 51″ W                                                                                               | Fontana                 | |
| 10    | Downtown Darien Historic District                                       | Downtown Darien Historic District                                       | 2013 ID-Nr. 13000686                           | Wisconsin Street zwischen West Beloit Street und Fremont Street 42° 36′ 3,8″ N, 88° 42′ 28″ W                                                           | Darien                  | |
| 11    | East Wing (Old Main)                                                    | East Wing (Old Main)                                                    | 1984 ID-Nr. 84000609                           | University of Wisconsin 42° 50′ 10″ N, 88° 44′ 36″ W | Whitewater              | Auch als Hyer Hall bekanntes Universitätsgebäude                                                                       |
| 12    | Edward Elderkin House                                                   | Edward Elderkin House                                                   | 1974 ID-Nr. 74000132                           | 127 South Lincoln Street 42° 40′ 5″ N, 88° 33′ 9″ W | Elkhorn                 | 1856 errichtetes achteckiges Gebäude                                                                                   |
| 13    | Elkhorn Band Shell                                                      | Elkhorn Band Shell                                                      | 2012 ID-Nr. 12000490                           | Sunset Park, an Devendorf Street, West Centralia Street und Park Street angrenzend 42° 40′ 4,3″ N, 88° 33′ 22,7″ W                                      | Elkhorn                 | 1926 errichtete Konzertmuschel                                                                                         |
| 14    | Elkhorn Municipal Building                                              | Elkhorn Municipal Building                                              | 2012 ID-Nr. 12000491                           | 9 South Broad Street 42° 40′ 17,9″ N, 88° 32′ 40,5″ W                                                                                                   | Elkhorn                 | 1931 errichtetes Gebäude der Stadtverwaltung                                                                           |
| 15    | Elkhorn Post Office                                                     | Elkhorn Post Office                                                     | 2000 ID-Nr. 00001259                           | 102 East Walworth Street 42° 40′ 20″ N, 88° 32′ 30″ W                                                                                                   | Elkhorn                 | |
| 16    | Grace and Pearl Historic District                                       | Grace and Pearl Historic District                                       | 1993 ID-Nr. 93000810                           | Abgegrenzt durch Pearl Street, Park Street, Dougall Street, Grace Street und Martin Street 42° 30′ 6″ N, 88° 43′ 31″ W                                  | Sharon                  | |
| 17    | Halverson Log Cabin                                                     | Halverson Log Cabin                                                     | 1985 ID-Nr. 85000070                           | University of Wisconsin-Whitewater Campus 42° 50′ 13″ N, 88° 44′ 38″ W                                                                                  | Whitewater              | 1907 errichtete Blockhütte                                                                                             |
| 18    | Heart Prairie Lutheran Church                                           | Heart Prairie Lutheran Church                                           | 1974 ID-Nr. 74000133                           | Town Line Road 42° 45′ 23″ N, 88° 42′ 7″ W | Whitewater              | 1857 von norwegischen Einwanderern errichtete lutherische Kirche                                                       |
| 19    | Horticultural Hall                                                      | Horticultural Hall                                                      | 1999 ID-Nr. 99001220                           | 330 Broad Street 42° 35′ 39″ N, 88° 26′ 7″ W | Lake Geneva             | 1911 errichtete Gärtnerei                                                                                              |
| 20    | A.P. Johnson House                                                      | A.P. Johnson House                                                      | 1982 ID-Nr. 82000715                           | 3455 South Shore Drive 42° 35′ 25″ N, 88° 36′ 58″ W | Delavan                 | 1905 nach einem Entwurf des Architekten Frank Lloyd Wright im Stil der Prairie Houses errichtetes Wohnhaus             |
| 21    | Fred B. Jones Estate                                                    | Fred B. Jones Estate                                                    | 1974 ID-Nr. 74000134                           | 3335 South Shore Drive 42° 35′ 35″ N, 88° 36′ 38″ W | Delavan Lake            | 1905 nach einem Entwurf des Architekten Frank Lloyd Wright im Stil der Prairie Houses errichtetes Wohnhaus             |
| 22    | Horace Loomis House                                                     | Horace Loomis House                                                     | 1974 ID-Nr. 74000357                           | WIS 120 42° 45′ 22″ N, 88° 24′ 24″ W | südlich von East Troy   | |
| 23    | Main Street Historic District                                           | Main Street Historic District                                           | 21. Dez. 1989 ID-Nr. 89002116                  | West Main Street zwischen Prairie Street und Fremont Street sowie Church Street zwischen Forest Avenue und West Main Street 42° 50′ 0″ N, 88° 44′ 14″ W | Whitewater              | |
| 24    | Main Street Historic District                                           | Main Street Historic District                                           | 2002 ID-Nr. and 02000188 01001453 and 02000188 | Main Street zwischen Broad Street und Center Street 42° 35′ 30″ N, 88° 26′ 4″ W                                                                         | Lake Geneva             | 20 historische Gebäude im Zentrum von Lake Geneva                                                                      |
| 25    | Maple Park Historic District                                            | Maple Park Historic District                                            | 2005 ID-Nr. 05000621                           | Abgegrenzt durch North Street, Cook Street, Main Street und Maxwell Street 42° 35′ 44″ N, 88° 26′ 24″ W                                                 | Lake Geneva             | Zur Zeit der Gründung der Stadt 1837 errichtete Gebäude                                                                |
| 26    | Maples Mound Group                                                      | Maples Mound Group                                                      | 1991 ID-Nr. 91000671                           | Adresse nicht veröffentlicht | Whitewater              | Teil der MPS Late Woodland Stage in Archeological Region 8                                                             |
| 27    | Metropolitan Block                                                      | Metropolitan Block                                                      | 1990 ID-Nr. 90000559                           | 772 Main Street 42° 35′ 30″ N, 88° 26′ 6″ W | Lake Geneva             | |
| 28    | Meyerhofer Cobblestone House                                            | Meyerhofer Cobblestone House                                            | 1980 ID-Nr. 80000202                           | Townline Road 42° 34′ 56″ N, 88° 23′ 21″ W | östlich von Lake Geneva | |
| 29    | Mile Long Site                                                          |                                                                         | 1977 ID-Nr. 77000057                           | Adresse nicht veröffentlicht | Delavan                 | |
| 30    | Phoenix Hall-Wisconsin Institute for the Education of the Deaf and Dumb | Phoenix Hall-Wisconsin Institute for the Education of the Deaf and Dumb | 1987 ID-Nr. 87000492                           | 309 West Walworth Street 42° 38′ 1″ N, 88° 39′ 25″ W | Delavan                 | |
| 31    | Redwood Cottage                                                         | Redwood Cottage                                                         | 1984 ID-Nr. 84003796                           | 327 Wrigley Drive 42° 35′ 16″ N, 88° 25′ 56″ W | Lake Geneva             | 1885 im Queen Anne Style errichtetes Wohnhaus des Politikers Robert Hall Baker                                         |
| 32    | Reynolds-Weed House                                                     | Reynolds-Weed House                                                     | 1983 ID-Nr. 83003429                           | 12 North Church Street 42° 40′ 21″ N, 88° 32′ 47″ W | Elkhorn                 | Im Italianate-Stil errichtetes Wohnhaus                                                                                |
| 33    | The Riviera                                                             | The Riviera                                                             | 1986 ID-Nr. 86000616                           | 810 Wrigley Drive 42° 35′ 24″ N, 88° 26′ 11″ W | Lake Geneva             | |
| 34    | Sheboygan Light, Power and Railway Company Car #26                      | Sheboygan Light, Power and Railway Company Car #26                      | 2006 ID-Nr. 06001069                           | 2015 Division Street 42° 47′ 16″ N, 88° 24′ 33″ W | East Troy               | 1908 von der Cincinnati Car Company gebauter Straßenbahnwagen                                                          |
| 35    | Smith and Meadows Store Buildings                                       | Smith and Meadows Store Buildings                                       | 1993 ID-Nr. 93000067                           | 2888-2890 Main Street 42° 47′ 9″ N, 88° 24′ 20″ W | East Troy               | |
| 36    | T. C. Smith House                                                       |                                                                         | 1982 ID-Nr. 82001852                           | 865 Main Street 42° 35′ 31″ N, 88° 26′ 13″ W | Lake Geneva             | |
| 37    | Israel Stowell Temperance House                                         | Israel Stowell Temperance House                                         | 1978 ID-Nr. 78000145                           | 61-65 East Walworth Avenue 42° 37′ 59″ N, 88° 38′ 56″ W                                                                                                 | Delavan                 | 1840 errichtetes Gebäude der Abstinenzbewegung                                                                         |
| 38    | James Jesse Strang House                                                | James Jesse Strang House                                                | 1974 ID-Nr. 74000135                           | WIS 11 42° 41′ 0″ N, 88° 18′ 32″ W | Burlington              | |
| 39    | Anson Warner Farmstead                                                  | Anson Warner Farmstead                                                  | 1998 ID-Nr. 98001431                           | N9334 Warner Road 42° 49′ 42″ N, 88° 46′ 35″ W | Whitewater              | |
| 40    | Joseph P. Webster House                                                 | Joseph P. Webster House                                                 | 1972 ID-Nr. 72000066                           | 9 East Rockwell Street 42° 40′ 6″ N, 88° 32′ 33″ W | Elkhorn                 | |
| 41    | Whitewater Hotel                                                        | Whitewater Hotel                                                        | 2010 ID-Nr. 09001273                           | 226 West Whitewater Street 42° 49′ 57″ N, 88° 43′ 58,9″ W                                                                                               | Whitewater              | 1894 errichtetes Hotel                                                                                                 |
| 42    | Whitewater Passenger Depot                                              | Whitewater Passenger Depot                                              | 2013 ID-Nr. 13000376                           | 301 West Whitewater Street 42° 49′ 54,5″ N, 88° 43′ 58,5″ W                                                                                             | Whitewater              | |
| 43    | Whitewater Post Office                                                  | Whitewater Post Office                                                  | 2000 ID-Nr. 00001256                           | 213 Center Street 42° 49′ 59″ N, 88° 43′ 59″ W | Whitewater              | Teil der MPS United States Post Office Construction in Wisconsin                                                       |
| 44    | Younglands                                                              | Younglands                                                              | 1979 ID-Nr. 79000116                           | 880 Lake Shore Drive 42° 34′ 56″ N, 88° 26′ 1″ W | Lake Geneva             | |

## Frühere Einträge
| [ 2 ] | Name                     | Bild | Eintragsdatum        | Lage                                                        | Ort         | Beschreibung                                                              |
| ----- | ------------------------ | ---- | -------------------- | ----------------------------------------------------------- | ----------- | ------------------------------------------------------------------------- |
| 1     | Bradley Knitting Company |      | 1992 ID-Nr. 92000168 | 902 Wisconsin Street 42° 37′ 54,8″ N, 88° 38′ 4,9″ W        | Delavan     | 2011 aus dem Register gestrichen                                          |
| 2     | Lake Geneva Depot        |      | 1978 ID-Nr. 78000144 | Broad Street 42° 33′ 48,4″ N, 88° 24′ 16,5″ W               | Lake Geneva | Im August 1986 abgerissen und ein Jahr später aus dem Register gestrichen |
| 3     | Loramoor                 |      | 1980 ID-Nr. 80000201 | 774 South Lake Shore Drive 42° 36′ 34,9″ N, 88° 24′ 42,4″ W | Lake Geneva | 1986 abgerissen und aus dem Register gestrichen                           |